# 야르무크 수용소
야르무크 수용소(아랍어: مخيم اليرموك)는 시리아 다마스쿠스에 있는 팔레스타인 난민 수용소이다. 면적은 2.11km2이며 다마스쿠스에서 8km 떨어진 곳에 위치해 있다. 1957년에 설립된 이 수용소는 비공식 난민 수용소이지만 시리아에서 가장 큰 팔레스타인 난민 수용소이다. 2002년에 112,550여명의 난민을 수용했었다. 시리아 내전 기간 동안, 야르무크 수용소는 2012년 자유 시리아군과 시리아 정부군의 지원을 받는 PFLP-GC 사이 치열한 전투가 일어났다. 이후, 야르무크 수용소는 다양한 세력에게 점령당하여 보급이 끊겨 많은 사람들이 굶주리고 전염병이 돌아 많은 사람들이 사망하고, 난민들은 이 수용소를 떠나고 있다. 2014년 말 기준, 수용소의 주민 수는 2만명까지 내려갔다.

## 같이 보기
- 칼리 알와지르
- 무스타파 알할라지